# アンサンブル・プラネタ
アンサンブル・プラネタは日本の女性歌手グループ。女声のみによるア・カペラ・コーラスでクラシックの楽曲やヨーロッパの民謡などを歌うユニークなスタイルを特徴とする。
ラテン文字表記はEnsemble Planetaだが、Planetaの‘e’には上に横棒が付く独自の字体(ē)を初期用いていたが現在やめている。

## メンバー
2019年3月現在、以下の4人により構成される。リーダーは結成以来、戸丸華江が務めている。
- 戸丸華江（とまる はなえ）
- 伊藤美佐子（いとう みさこ）
- 北爪和代（きたづめ かずよ）
- 鳥井香衣（とりい かい）

### かつて在籍したメンバー
- 田野亜希子（たの あきこ）
- 立石玲（たていし れい）
- 高橋美千子（たかはし みちこ）
- 村田悦子（むらた えつこ）
- 池城淑子（いけしろ よしこ）

## 略歴
オーディションにより戸丸華江、池城淑子、立石玲、高橋美千子（いずれも声域はソプラノ）の4人が選ばれて結成された。2001年11月21日にアルバム『Ensemble Planeta アンサンブル・プラネタ』にてポニーキャニオンよりCDデビューした。2枚目のアルバム『Maiden's Lament 乙女の嘆き』（2002年6月19日）発売後、立石が脱退。代わって新たに伊藤美佐子（ソプラノ）と村田悦子（アルト）が加入した。
新たな編成でアルバム『ARIA 麗しのアリア』（2003年4月16日）、『étoile エトワール』（2003年11月6日）、『romance 愛のロマンス』（2004年5月19日）、『Choral コラール』（2005年7月20日）を相次いで発売した。その後2006年9月14日に高橋美千子の脱退が発表された。同年11月15日には7枚目となるアルバム『Largo ラルゴ』を発売。翌2007年11月2日に村田の脱退が発表され、代わって北爪和代（メゾソプラノ）が加入した。
2007年12月5日発売のコンピレーション・アルバム『千の風になって メモリアル盤』に参加、「千の風になって」のア・カペラ・コーラス版と新井満との共演版の二つのトラックが収録された。2008年5月にドイツ、2009年6月にはイタリアで公演を行った。2009年6月17日に日本の歌曲を集めたアルバム『ア・カペラ-日本の叙情歌』を発売。同年12月24日に池城の脱退が発表され、代わって田野亜希子（メゾソプラノ）が加入した。
2010年に韓国で行われたインターナショナル アカペラ フェスティバルに出演。
2016年6月にアメリカのワシントンD.Cで行われたSerenade! Washington.DC Choral Festivalに出演。田野はその後脱退。
2018年8月2日のブログで鳥井香衣が加入したことを発表した。
2019年3月14日、コンサートを東京オペラシティ近江楽堂で開催。鳥井の加入を記念して来場者全員に初のオリジナル・アルバム『PLANETA』を進呈した。

## 音楽
女声のみによる少人数のア・カペラ・コーラスでクラシックの楽曲やヨーロッパの民謡などを歌うという稀有なスタイルを特徴とする。唱法の上ではオペラ的なベルカントではなくビブラートを抑えた発声を用い、精緻なアンサンブルにより独特の響きの世界を作り出している。編曲・プロデュースは書上奈朋子が担当している（2枚目のアルバム『Maiden's Lament』までは岸健二郎がプロデュースを行っていた）。
レパートリーは当初はバロックから古典派にかけての作品やヨーロッパ各地の民謡を中心としていたが、5枚目のアルバム『romance 愛のロマンス』からはロマン派以降の人気曲も多く取り上げるようになっている。アルバムごとに一曲ずつ書上によるオリジナル曲が収録されているのも特徴である。
器楽曲をアレンジしたものを歌う際にはメンバーによるイタリア語、ドイツ語等の歌詞がつけられている。7枚目のアルバム『Largo ラルゴ』に「浜辺の歌」や宮沢賢治作詞・作曲の「牧歌」を収録してから、ライプツィヒ（ドイツ）のアカペラフェスティバルに招待されたことがきっかけに、日本語の歌も歌うようになっている。書上のオリジナル曲は曲によって造語の歌詞になっている。書上自身はこれを独自の音楽言語による歌詞としている。

## ディスコグラフィ
記述の無いものはポニーキャニオンからの発売。

### リーダー作品
1. 『Ensemble Planeta アンサンブル・プラネタ』（2001年11月21日[1]）
2. 『Maiden's Lament 乙女の嘆き』（2002年6月19日[2]）
3. 『ARIA 麗しのアリア』（2003年4月16日[3]）
4. 『étoile エトワール』（2003年11月6日[4]／2005年7月20日：SACD[5]）
5. 『romance 愛のロマンス』（2004年5月19日[6]／2005年7月20日：SACD[7]）
6. 『Choral コラール』（2005年7月20日[8]／2005年7月20日：SACD[9]）
7. 『Largo ラルゴ』（2006年11月15日[10]／2006年11月15日：SACD[11]）
8. 『ア・カペラ-日本の叙情歌』（2009年6月17日[12]／2014年10月15日[13]／2016年9月21日[14]）
9. 『プラチナムベスト アンサンブル・プラネタ-永遠のハーモニー』（2015年11月18日[15]）
10. 『PLANETA』（2019年3月27日：kakiAge[16]）

### コンピレーション参加
1. 「天使の歌声 ベスト」（2008年10月8日[17]／2014年10月15日[18]／2016年9月21日[19]）
2. 「IL VENTO E LE ROSE 愛するということサウンドトラック」（2009年4月15日[20]）
3. 「カフェ・ド・バッハ」（2009年4月15日[21]）
4. 「クリスタル・ヴォイス・コレクション ベスト」（2010年5月19日[22]）
5. 「ポップスでヒットしたクラシック名曲 ベスト」（2010年5月19日[23]）
6. 「VOICES G線上のアリア」（2018年10月3日[24]）